# Johnius hypostoma
Johnius hypostoma är en fiskart som först beskrevs av Bleeker, 1853.  Johnius hypostoma ingår i släktet Johnius och familjen havsgösfiskar. Inga underarter finns listade i Catalogue of Life.